# غايدنغ لايت
غايدنغ لايت (بالإنجليزية: Guiding Light)‏ هو مسلسل تم إنتاجه في الولايات المتحدة. بدأ عرضه في سنة 1937. بلغ عدد مواسم المسلسل 72 موسما، بلغ عدد حلقاته 18,626 حلقة، وتبلغ مدة الحلقة الواحدة 15 دقيقة. تم بث المسلسل لأول مرة بتاريخ 25 يناير 1937 بينما تم بث آخر حلقة منه بتاريخ 18 سبتمبر 2009. حسب موسوعة غينيس للأرقام القياسية هو أطول مسلسل دراما في الولايات المتحدة حيث استمر عرضه لمدة 72 عاما. تم عرضه على إن بي سي ثم سي بي إس. من طاقم التمثيل جرانت الكسندر، جوردن كلارك، برادلي كول، روبرت نيومان وكيم زيمر.

## خلفيّة
غايدنغ لايت هو مسلسل إذاعي ووتلفزيوني أمريكي طويل. تم إدراجهُ في موسوعة غينيس للأرقام القياسية باعتبارها ثاني أطول دراما تلفزيونية في التاريخ الأمريكي. تم بث غايدنغ لايت على شبكة سي بي إس لمدة 57 عامًا بين 30 يونيو 1952 و18 سبتمبر 2009، متداخلة مع 19 عامًا من البث الإذاعي بين 25 يناير 1937 و29 يونيو 1956. مع 72 عامًا من البرامج الإذاعية والتلفزيونية، يعد غايدنغ لايت أطول مسلسل تلفزيوني، متقدمًا على مسلسل المستشفى العام (بالإنجليزية: General Hospital)‏ وهو رابع أطول برنامج في تاريخ البث، البرنامج الإذاعي للموسيقى الريفية الأمريكية فقط Grand Ole Opry (تم بثه لأول مرة في عام 1925)، وبرنامج بي بي سي الديني ذا دايلي سيرفس (1928)، وبرنامج سي بي إس الديني الموسيقى والكلمة المنطوقة (1929)، والبرنامج الإذاعي النرويجي للأطفال لوردغاسبرين (1924) - 2010) على الهواء لفترة أطول.  عندما ظهر العرض لأول مرة على الراديو في عام 1937، ركز على القس جون روثليدج وحياة هؤلاء الأشخاص التي كانت تدور حوله. أشار «غايدنغ لايت» في عنوان العرض في الأصل إلى المصباح في دراسة روثليدج الذي استخدمه الناس كإشارة لهم للعثور على مساعدته عند الحاجة. عندما انتقل العرض إلى التلفزيون في الخمسينيات من القرن الماضي، أصبحت عائلة باورز، وهي عائلة ألمانية مهاجرة تم تقديمها لأول مرة في عام 1948، محور البرنامج. تم تقديم عائلات أساسية أخرى خلال فترة العرض، بما في ذلك عائلة نوريسس في الستينيات؛ ذا مالرز أند ذا سباولدينغس في السبعينيات؛ وكوبرز ولويسس في الثمانينيات.
تم إنشاء مسلسل غايدنغ لايت بواسطة إرنا فيلبس وإيمونز كارلسون وبدأ كمسلسل إذاعي في إن بي سي في 25 يناير 1937. في 2 يونيو 1947، تم نقل المسلسل إلى راديو سي بي إس، قبل أن يبدأ في 30 يونيو 1952، على تلفزيون سي بي إس. واستمر البث على الراديو حتى 29 يونيو 1956. تم توسيع المسلسل من 15 دقيقة إلى نصف ساعة خلال عام 1968 (وتحول أيضًا من البث المباشر إلى التسجيل المسبق في نفس الوقت تقريبًا)، ثم إلى ساعة كاملة في 7 نوفمبر 1977. بث المسلسل الحلقة رقم 15000 على شبكة سي بي إس في 6 سبتمبر 2006. في 1 أبريل 2009، أعلنت سي بي إس أنها ستلغي مسلسل غايدنغ لايت بعد 72 عامًا (15 في الإذاعة و 57 على التلفزيون) بسبب انخفاض التقييمات. سجل البرنامج مشاهده الأخيرة لشبكة سي بي إس في 11 أغسطس 2009، وتم بث الحلقة الأخيرة على الشبكة في 18 سبتمبر 2009. استحوذت عمليات إعادة عرض ذا برايس إيز رايت على فترة مسلسل غايدنغ لايت بين 21 سبتمبر و 2 أكتوبر 2009 لمدة أسبوعين. في 5 أكتوبر 2009، استبدلت شبكة سي بي إس غايدنغ لايت بإحياء لمدة ساعة لنعقد صفقة، استضافها واين برادي.

## التطوير والحبكة
يحتوي مسلسل غايدنغ لايت على عدد من سلاسل الحبكة خلال التاريخ الطويل للمسلسل، في كل من الراديو والتلفزيون. تتضمن تسلسلات الحبكة هذه الوقائع المنظورة المعقدة، والكتاب المختلفين والممثلين.

### ثلاثينيات وأربعينيات القرن العشرين
تم إنشاء المسلسل بواسطة إيمونز كارلسون وإرنا فيليبس، اللتين استندتا إلى التجارب الشخصية. بعد أن أنجبت طفلاً ميتًا في سن 19، وجدت الراحة الروحية في الاستماع إلى الخطب الإذاعية لبريستون برادلي، وهو واعظ مشهور من شيكاغو ومؤسس كنيسة الشعب، وهي الكنيسة التي روجت لأخوة الإنسان. نشأت هذه الخطب فكرة إنشاء مسلسل غايدنغ لايت، والتي بدأت كمسلسل إذاعي. تم بث المسلسل الإذاعي الأصلي لأول مرة على شكل حلقات مدتها 15 دقيقة على راديو إن بي سي، بدءًا من 25 يناير 1937. تم نقل المسلسل إلى راديو سي بي إس خلال عام 1947.

### الخمسينيات
تم بث مسلسل غايدنغ لايت لأول مرة بواسطة تلفزيون سي بي إس في 30 يونيو 1952، ليحل محل المسلسل التلفزيوني الملغى المائة عام الأولى. كانت هذه الحلقات أيضًا مدتها 15 دقيقة. خلال الفترة من 1952 إلى 1956، كان مسلسل غايدنغ لايت موجودًا كمسلسل إذاعي وتلفزيوني، حيث قام الممثلون بتسجيل أدائهم مرتين في كل يوم تم بث العروض فيه. توقف البث الإذاعي لمسلسل غايدنغ لايت عن الإنتاج خلال عام 1956، منهياً هذا التداخل. مع الانتقال إلى التلفزيون، أصبحت الشخصيات الرئيسية هي بورز، وهي عائلة مهاجرة ألمانية من الطبقة المتوسطة الدنيا تم تقديمها لأول مرة في المسلسل الإذاعي في عام 1948. دارت العديد من الوقائع المنظورة حول بيل باور (ابن البطريرك فريدريش «بابا» باور) وزوجته الجديدة بيرثا (الملقبة «بيرت»). كان بابا باور، الذي جاء إلى الولايات المتحدة خلال الحرب العالمية الأولى ومعه بضعة دولارات فقط في جيبه، شخصية ملح الأرض نجح في توفير الفرص لأطفاله من خلال العمل الجاد، وغرس أخلاقيات العمل هذه في أطفاله. كانت بيرت تحلم بتسلق السلم الاجتماعي ومواكبة المظاهر، وكان الأمر متروكًا لبيل (وأحيانًا بابا باور) لإنزالها إلى الأرض. احتلَّ مسلسل غايدنغ لايت المرتبة الأولى في المسلسل التلفزيوني خلال عامي 1956 و1957، قبل أن يتم استبدالها خلال عام 1958 بـ أز ذا وورلد تيرنز. بعد أن تم نقل إيرنا فيليبس إلى فيلم آز ذا وولرد تورنز خلال عام 1958، أصبحت ربيبتها أغنيس نيكسون الكاتبة الرئيسية لمسلسل غايدنغ لايت. كان أول منتج تلفزيوني لمسلسل غايدنغ لايت هو لوسي فيري ريتنبرغ، الذي أنتج العرض لأكثر من 20 عامًا.

### الستينيات
تخلت أغنيس نيكسون عن دورها ككاتبة رئيسية خلال عام 1965 للعمل في كتاب " عالم آخر". في 13 مارس 1967، تم بث مسلسل غايدنغ لايت لأول مرة بالألوان. في 9 سبتمبر 1968، تم توسيع البرنامج من 15 إلى 30 دقيقة. تميزت الستينيات بإدخال شخصيات أمريكية من أصل أفريقي، وتحول التركيز الرئيسي للمسلسل إلى أطفال بيل وبيرت، مايك وإد؛ تمت كتابة شخصية بيل باور في يوليو 1969، ويُفترض أنه مات بعد تحطم طائرة. أصبح العرض أيضًا أكثر موضوعية قليلاً خلال الستينيات، مع قصص مثل تشخيص بيرت باور لسرطان الرحم في عام 1962. تم تقديم عدد من الشخصيات الجديدة خلال منتصف إلى أواخر الستينيات، بما في ذلك الدكتورة سارة ماكنتاير، التي ظلت شخصية رئيسية خلال أوائل الثمانينيات.

### السبعينيات
سيطر مقتل ستانلي نوريس في نوفمبر عام 1971 والمحاكمة التي تلت ذلك، بالإضافة إلى مآثر الأشرار شارلوت وارينج وكيت فيستيد على جزء كبير من القصة خلال النصف الأول من السبعينيات. شارلوت (في الوقت الذي لعبت فيه ميليندا في) قُتلت على يد كيت (نانسي أديسون) في 26 أغسطس، 1973، ثم أطلق جو فيرنر (أنتوني كول) النار على كيت نفسها في الدفاع عن النفس في 24 أبريل 1974، بعد أن قامت بذلك. حاولت تسميم سارة ماكنتاير. تم تقديم شخصية محورية، متقطعة، حتى ربيع عام 1998، روجر ثورب، في 1 أبريل 1971. تم اقتراح دور روجر في الأصل ليكون أشقر، بشرة عادلة، من النوع بريبي، رجل كان يواعد ابنة رئيسه هولي. في النهاية، تم تعيين مايكل زاسلو، الممثل ذو الشعر الداكن ذو المظهر العرقي أكثر، للدور بدلاً من ذلك من قبل المخرجة منذ فترة طويلة، بيتي ريا. صور زاسلو روجر على أنه شرير معقد ومتعدد الأوجه. توفي ثيو جوتز، الممثل الذي لعب دور بابا بور منذ الحلقة الأولى من مسلسل غايدنغ لايت، في عام 1972. تم اتخاذ القرار بموت بابا باور في القصة أيضًا. أشاد الممثلون بجويتز وبابا باور في حلقة تذكارية خاصة تم بثها في 27 فبراير 1973. تحت ضغط من المسلسلات الأحدث الموجهة للشباب مثل أول ماي تشيلدرن، استأجرت بروكتر وغامبل الكتاب الرئيسيين بريدجيت وجيروم دوبسون خلال عام 1975، الذي بدأ الكتابة في نوفمبر 1975. قدم دوبسونز أسلوب كتابة أكثر دقة وطبقات نفسية، وشمل خطوط قصة في الوقت المناسب، بما في ذلك علاقة حب/كراهية معقدة بين الزوجين/الأشقاء المنفصلين روجر وهولي. لقد ابتكروا أيضًا عددًا من الشخصيات التي يتم تذكرها جيدًا، بما في ذلك ريتا ستابلتون، التي أدت علاقاتها المعقدة مع روجر وإد إلى دفع الكثير من القصة لبقية العقد، آلان سبولدينج، وروس مارلر، وكلاهما ظل من الشخصيات الرئيسية في العقد الأول من القرن الحادي والعشرين..
تم اتخاذ قرار خلال خريف عام 1977 لإعادة الطابع-الفكر الميت بيل باور، في كبرى ريتكون. اعتقدت الشخصيات الأخرى أنه توفي في حادث تحطم طائرة في يوليو 1969، لكن قيل أنه على قيد الحياة بالفعل. (تذكر العديد من المشاهدين الذين انتبهوا أيضًا إلى العرض وخط القصة مرة أخرى في سبتمبر 1968، أنه تم إخبار بيل أنه لن يعيش سوى تسع سنوات أخرى.) إحدى مشاكل هذه العودة هي أن عائلة دوبسون لم تكن متأكدة تمامًا مما يجب فعله بعودته. على الرغم من أنه كان صادمًا، في البداية، للعديد من الشخصيات، فقد انتهى الأمر ببيل نفسه بتهمة قتل رجل في فانكوفر (قام مايك بإبعاد والده عن الجريمة، مما يثبت أنها كانت حادثًا، بسرعة إلى حد ما وبحلول أبريل. 1978 غادر بيل المدينة مرة أخرى. على الرغم من أن بيل عاد لفترة وجيزة في نوفمبر 1978، أبريل 1980، ثم مرة أخرى في يوليو 1983 وفي ذكريات الماضي في نوفمبر 1983.) قدمت عودة بيل للجمهور والباورز شخصية أخرى بقيت في العرض حتى سبتمبر 1984، هيلاري كينكيد، آر إن (باور)، ابنة بيل (وبالتالي أخت إد ومايك غير الشقيقة؛ قتل بيل بطريق الخطأ الرجل الذي هيلاري في الأصل اعتقدت أنه والدها، لكنه كان في الواقع والدها) وأصبحت ممرضة في سيدارز وشخصية رئيسية. مفاجأة للعديد من المشاهدين، قتل جيروم وبريدجيت دوبسون بطلة العرض الشابة، ليزلي جاكسون باور نوريس باور، في يونيو 1976. تم الإبلاغ عن لين آدامز في ذلك الوقت أنها تريد ترك الدور، وقرر دوبسونز عدم إعادة صياغة الجزء. قتل ليزلي على يد سائق مخمور. ظل والدها، ستيف جاكسون، في العرض حتى نهاية السبعينيات، حيث عمل كطبيب كبير في Cedars، وكصديق ورفيق لبيرت بور. في نوفمبر 1975، تم تغيير الاسم في المرئيات الافتتاحية والختامية للمعرض من مسلسل غايدنغ لايت إلى مسلسل غايدنغ لايت. في 7 نوفمبر 1977، امتد العرض إلى ساعة كاملة وتم بثه من 2:30 إلى 3:30 مساءا يوميا. أكدت السبعينيات من القرن الماضي على باورز وسبولدينغز، ولكن تم تقديم العديد من الشخصيات البارزة الأخرى.

### الثمانينيات
تولى بريدجيت وجيروم دوبسون مهام الكتابة الرئيسية لـ أز ذا وورلد تيرنز في أواخر عام 1979. الممثل السابق دوغلاس مارلاند، تولى رئيس كتابة مقاليد غايدنغ لايت في عام 1979. قدم العديد من الشخصيات الجديدة، بما في ذلك عائلة ريردون. خلال شهر مايو 1980، فاز فيلم مسلسل غايدنغ لايت بأول مسلسل درامي رائع دايتايم إيمي. ظهرت في إحدى قصص مارلاند شخصية كاري تود مارلر، التي لعبت دورها جين إليوت. تم تشخيص كاري مع شخصيات متعددة. كانت مارلاند بالكاد تتعمق في ذهنها عندما تم إنهاء عقد إليوت فجأة من قبل المنتج التنفيذي ألين إم بوتر في عام 1982. نتيجة لذلك، استقال مارلاند احتجاجًا.
خلال أوائل الثمانينيات، بدأ العرض في التأكيد على الشخصيات الأصغر سناً، كمحاولة للتنافس مع مسلسلات آي بي سي الأصغر سناً. تم القضاء على عدد من الشخصيات القديمة خلال هذا الوقت، بما في ذلك بين وإيف ماكفرين وديانا بالارد والدكتور سارة ماكنتري وآدم ثورت وجاستن مارلر وستيف جاكسون. تركت الممثلة لينور كاسدورف العرض في عام 1981، وقرر المنتجون عدم إعادة صياغة دور ريتا ستابلتون باور، نظرًا لمدى شعبية كاسدورف. توفيت بيرثا بيرت باور، أمهات عائلة باور، في مارس 1986، بعد وفاة شاريتا باور الحقيقية في عام 1985. خلال الذكرى الخمسين لمسلسل غايدنغ لايت في عام 1987، تم التعهد بالتزام بعرض عائلة بور في الأدوار الأساسية قدر الإمكان، بعد أن تبين أن رد فعل الجمهور على عائلات لويس وشاين المولودين في أوكلاهوما كان مختلطًا. نتيجة لذلك، بدأ تقليد حفلات الشواء العائلية في 4 يوليو في ذلك العام، واستمر حتى عام 2009، العام الأخير للمسلسل على تلفزيون سي بي إس.
أصبحت بام لونج، الممثلة والكاتبة في قناة إن بي سيs تكساسمن عام 1981 إلى عام 1982، كاتبة رئيسية خلال عام 1983، وانضمت إليها جيل كوبي كمنتج تنفيذي. خلال الفترة الأولى التي قضاها لونج ككاتب، حوّل العرض التركيز إلى رباعي الزوايا الشاب لريك باور وفيليب سبولدينج وميندي لويس وبيث رينز. عائلات باور، سبولدينج، ريردون، ورينز. قدم لونج أيضًا العديد من الشخصيات الأخرى، بما في ذلك ألكسندرا سبولدينج، التي لعبت دورها الممثلة البارزة بيفرلي ماكينزي، من عالم آخر وشهرة تكساس. وريفا شاين، يلعبها كيم زيمر. بعد استراحة، عادت باميلا ك. لونج لتعمل في مهمة كاتبة رئيسية ثانية من عام 1987 إلى عام 1990. عادت شخصيات روجر ثورب وهولي نوريس إلى المسلسل في أواخر الثمانينيات. أعادت مورين جاريت تمثيل دورها في هولي في عام 1988، وتلاها مايكل زاسلو في دور روجر في عام 1989.

### التسعينيات
مع العقد الجديد، انتقل سرد القصص للمسلسل من أسلوب لونجس هومسبان إلى أسلوب أكثر واقعية مع مجموعة جديدة من كبار الكتاب. تم إنشاء عائلات باور، سبولدينج، لويس، وكوبر كعائلات أساسية، وكانت معظم التطورات الرئيسية تتعلق بهم. استمر العرض بشكل عام في منتصف الحزمة بقدر ما استمرت التقييمات على مدار العقد. تعرض المسلسل لخسائر كبيرة في الشخصيات في منتصف العقد، بما في ذلك وفاة مورين باور في حادث سيارة وخروج ألكسندرا سبولدينج من القصة. مع تقدم العقد، طور البرنامج سلسلة من التقلبات الغريبة في الحبكة على ما يبدو للتنافس مع المسلسلات عواطف وأيام حياتنا. في محاولة لإحياء المسلسل، أعيدت شخصية ريفا شاين إلى سبرينج فيلد خلال أبريل 1995. كان يُفترض أنها ماتت على مدى السنوات الخمس الماضية، بعد أن قادت سيارتها من جسر إلى المياه قبالة فلوريدا كيز. في وقت لاحق من ذلك شهر يوليو، تم استبعاد تانجي هيل (التي لعبت دورها مارسي ووكر، التي رفضت تجديد عقدها ) بعد ما يقرب من عامين مع العرض لصالح عودة نولا تشامبرلين المفضلة لدى المعجبين بدوام كامل، والتي لعبت دور ليزا براون.
خلال شهر كانون الثاني (يناير) 1996، انضمت ماري ستيوارت المخضرمة في المسلسلات إلى فريق التمثيل باسم ميتا بور (على الرغم من الإشارة إليها عدة مرات على مر السنين، فإن الشخصية الطويلة التي لعبت في الأصل من قبل إلين ديمّينغ لم تظهر على الشاشة منذ عام 1974)؛ ظلت الشخصية في العرض حتى وفاة ستيوارت خلال عام 2002. في يناير 1998، ظهرت بيثاني جوي لينز في البرنامج باسم «تينايج ريفا كلون». أعجب المنتجون كثيرًا بتمثيلها وسلوكها خلال دورها الذي استمر لمدة ثلاثة أسابيع في دور «تينايج ريفا كلون» في العرض لدرجة أنها أعيد توظيفها في وقت لاحق من ذلك العام في دور تعاقد «مايكل بور سانتوس» في المسلسل النهاري لمدة عامين من 1998 إلى 2000.

### 2000
بدأ العقد الأول من القرن الحادي والعشرين بتقسيم العرض إلى موقعين محليين: سبرينغفيلد وأمة جزيرة سان كريستوبيل الخيالية. في سبرينغفيلد، خلقت سلالة سانتوس الغوغاء الكثير من الدراما. في هذه الأثناء، كان لعائلة وينسلو الملكية سلسلة من المؤامرات الخاصة بهم للتعامل معها. خلال عام 2002، تم القضاء على سان كريستوبيل من المسلسل وتضاءل تأثير الغوغاء في القصة لاحقًا، ومع رحيل شخصية داني سانتوس خلال عام 2005، تم القضاء عليه تمامًا. أيضًا، احتفل مسلسل غايدنغ لايت بالذكرى الخمسين لتأسيسه كبرنامج تلفزيوني في 30 يونيو 2002. خلال عام 2004، تولت المخرجة والممثلة السابقة إيلين ويلر (الحائزة على جائزة إيمي كممثلة عن مسلسل كل أطفالي وعالم آخر) منصب المنتج التنفيذي لمسلسل غايدنغ لايت. قامت هي والكاتب ديفيد كريزمان بإجراء العديد من التغييرات على المجموعات والقصص والممثلين. تم القضاء على العديد من الممثلين المخضرمين، ويرجع ذلك أساسًا إلى تخفيضات الميزانية. بسبب الافتقار إلى التأثير المخضرم، أعاد ويلر التأكيد على شباب سبرينغفيلد، وخاصة الاقتران المثير للجدل بين أبناء العم جوناثان وتامي.
خلال عام 2006، ظهرت إحدى الحلقات على شخصية هارلي كوبر واكتسبت قدرات بطولية. كانت الحلقة شبه مستمرة في قصة من 8 صفحات في مجموعة مختارة من إنتاجات Marvel Comics.  كان للمسلسل الذكرى السبعون لبثه خلال عام 2007. تم الاحتفال بالذكرى السنوية بإطلاق موقع FindYourLight.net وبرنامج التوعية الذي يمثل رسالة إيرنا فيليبس الأصلية. كانت هناك أيضًا حلقة خاصة خلال يناير 2007، حيث لعب أعضاء فريق التمثيل الحاليون فيليبس وبعض أعضاء فريق التمثيل السابق. قدمت السلسلة أيضًا اعتمادات بداية خاصة للاحتفال بالذكرى السنوية. كان العرض يحتوي على قائمة دوارة من الكتاب، بما في ذلك الكتاب المخضرمين من لاكي جولد وكريس دين وجيل لوري هارست، الذي تم تعيينه في النهاية كاتبًا رئيسيًا. على الرغم من التقييمات المنخفضة، فاز العرض بجوائز داي تايم إيمي لعام 2007 لأفضل كتابة وأفضل عرض (مشاركة أفضل عرض مع ذا ينغ أند ذا رستلس (بالإنجليزية: The Young and the Restless)‏).

#### الإلغاء والحلقة الأخيرة
في 1 أبريل 2009، أعلنت شبكة سي بي إس أنها لن تجدد الدليل الإرشادي، وأن تاريخ البث الأخير سيكون 18 سبتمبر 2009. أعلنت شركة بروكتر وجامبل في البداية أنها ستحاول إيجاد منفذ آخر لتوزيع المسلسل، لكنهم اعترفوا لاحقًا أنهم لم ينجحوا في القيام بذلك، وأنه في 18 سبتمبر 2009، بعد 57 عامًا على التلفزيون (مسبوقة بـ 15 عامًا في الإذاعة لتاريخ البث الإجمالي لمدة 72 عامًا)، ستنهي مسلسل غايدنغ لايت تاريخ البث على شبكة سي بي إس. تم حل الوقائع المنظورة في الأسابيع الأخيرة من المسلسل، مرت العديد من الشخصيات من ماضي المسلسل عبر سبرينج فيلد مرة أخيرة. ومن بين العائدين شخصيات نولا وهولي وميندي. أخبر جوش ريفا أنه سيغادر سبرينغفيلد للحصول على وظيفة للعام المقبل، لكنه اقترح أن يعود بعد عام واحد من ذلك التاريخ، وإذا أرادت بحلول ذلك الوقت لم شمله معه، فعليها مقابلته في المنارة، وإذا إنها ليست هناك، وسوف يفترض أنها غير مهتمة. كانت الحلقة الأخيرة ممتعة، حيث ظهرت العديد من الشخصيات المتجمعة في الحديقة في نزهة كبيرة. قرب نهاية الحلقة، يقفز إلى الأمام لمدة عام، وبحلول ذلك الوقت، اجتمع فيليب وبيت، كما فعل ريك وميندي. أوليفيا وناتاليا، اللتان تسعدان بطفلهما الجديد، تلتقطان رافي عند عودته من الجيش. تنتهي الحلقة بوصول جوش إلى المنارة، كما وعد، وإيجاد ريفا هناك. يعلنون حبهم الأبدي. جيمس وآشلي وديزي يغادرون سبرينغفيلد وينتقلون إلى سانتا باربرا، كاليفورنيا. يسأل جوش ما إذا كانت ريفا ممتلئة، لتذهب في مغامرة. أمسك الاثنان بالأمتعة، وصعدوا مع ابن ريفا الصغير إلى شاحنة جوش الصغيرة. قال جوش لريفا، «هل أنت مستعد؟» ترد «دائمًا» على رد على وعدها بـ «ألوايز، باد» الذي قالته ريفا لجوش عدة مرات في العرض. أثناء تحرك الشاحنة بعيدًا مع وجود المنارة في الخلفية، يظهر «ذا آند» على الشاشة قبل التلاشي النهائي. الأغنية التي تم الاستماع إليها في الخلفية أثناء المشهد الأخير هي «معًا» لميشيل برانش. تضمنت الحلقة الأخيرة أيضًا سطر العلامة الأصلي، مع بعض التنقيح، وطُبع على الشاشة بعبارة «هناك قدر يجعلنا عائلة» (بدلاً من كلمة «إخوة»)، بالإضافة إلى مقاطع فيلم سريعة لكل من بطاقات عنوان البرنامج والمذيعين خلال العقود الستة التي كان يعرضها على التلفزيون، مما أدى إلى إعلان بداية البرنامج منذ فترة طويلة: «والآن، غايدنغ لايت».

## الإنتاج واللغات
تم بث مسلسل غايدنغ لايت من ثلاثة مواقع: شيكاغو (حيث أقام المبدع إيرنا فيليبس)، من عام 1937 حتى عام 1946؛ هوليوود، من عام 1947 حتى عام 1949؛ ومدينة نيويورك ابتداء من عام 1949. تم نقلها من شيكاغو إلى هوليوود (على الرغم من اعتراضات كل من فيليبس وآرثر بيترسون) للاستفادة من مجموعة المواهب. تم نقل الإنتاج بعد ذلك إلى مدينة نيويورك، حيث تم إنتاج غالبية المسلسلات خلال الخمسينيات والستينيات والكثير من السبعينيات. بقي مقره في مدينة نيويورك حتى اختتام العرض. كان موقع التسجيل الأخير هو استوديوهات سي بي إس في وسط مانهاتن. من السبعينيات إلى التسعينيات تم تصويره في استوديوهات تشيلسي. منذ وقت قصير قبل 29 فبراير 2008، تم تصوير المشاهد الخارجية في الموقع في بيبباك، نيو جيرسي. تزامن تصوير الموقع مع تغيير كبير آخر في الإنتاج، حيث أصبحت المسلسل أول مسلسل تلفزيوني أمريكي يتم تسجيله رقميًا خلال أيام الأسبوع. اختار فريق الإنتاج التصوير باستخدام كاميرات الفيديو كانون من نوع (XH-G1 HDV) في وضع التعريف القياسي. على عكس نموذج الإنتاج القديم المزود بكاميرات على غرار الركيزة والمجموعات التقليدية ثلاثية الجوانب، سمحت الكاميرات المحمولة باليد للمنتجين باختيار العديد من المواقع التي يرغبون فيها.

### مواسم سي بي إس النهائية
خلال الموسم السابع والسبعين من الدراما النهارية على شاشة التلفزيون والموسم العام الثاني والسبعين، غير المسلسل مظهره إلى تجربة أكثر واقعية في محاولة للتنافس مع الشعبية المتزايدة لتلفزيون الواقع. تضمن المظهر الجديد لـ غايدينغ لايت عمل كاميرا يدويًا وحركة أقل معروضة على مجموعات الاستوديو التقليدية. قدمت المنتجة إيلين ويلر أسلوب "الكاميرا المهتزة"، الموجود في عدد من الأفلام، والذي يتميز بلقطات شديدة التقريب وقص متكرر، بما في ذلك تلك التي "كسرت المحور" (والتي ثبت أنها مربكة للمشاهدين الذين اعتادوا على العروض مع "سلسلة" التقليدية نظرة"). الجديد أيضًا كان تصوير المشاهد الخارجية في أماكن خارجية فعلية. كان حتى العديد من المشاهد الداخلية أكثر من "على موقع" يشعر تطويعها لأغراض أخرى المواقع الحقيقية، مثل المكاتب إنتاج غايدينغ لايت لتكون غرف الفندق، صالونات الأظافر، سريع مارت والشركات أو مواقع أخرى. وبالتالي، كان للمسلسل مجموعات عديدة دون تكلفة العديد من المواقع المنفصلة. كان منتجو البرنامج وشبكة سي بي إس يأملون في أن يزيد المظهر الجديد من التصنيفات، لكن الخطة لم تنجح في النهاية. في 1 أبريل 2009، ألغت شبكة سي بي إس غايدينغ لايت بعد 72 عامًا، مع عرض السلسلة النهائية على الشبكة في 18 سبتمبر 2009، مما يجعلها ثاني سلسلة تلفزيونيّة من بروكتر وجامبل تنتهي.

### ملخص الإنتاج
| تاريخ البدء   | تاريخ الانتهاء | الفسحة الزمنيّة         | مدة العرض(الدقائق) | شبكة العرض         | موقع التصوير  | ملحوظات |
| ------------- | -------------- | ---------------------- | ------------------ | ------------------ | ------------- | --- |
| 25 يناير 1937 | 13 أكتوبر 1939 | -                      | 15                 | راديو ان بي سي ريد | شيكاغو        | ألغتها بروكتر وغامبل، مما أدى إلى 75000 خطاب احتجاج. |
| 22 يناير 1940 | 15 مارس 1942   | -                      | 15                 | إن بي سي بلو راديو | شيكاغو        | برعاية شركة بروكتر وجامبل |
| 16 مارس 1942  | 29 نوفمبر 1946 | -                      | 15                 | إن بي سي ريد راديو | شيكاغو        | ملغاة من قبل جنرال ميلز. |
| 2 يونيو 1947  | 1949           | 12:45 مساءً/11:45 صباحًا | 15                 | سي بي إس راديو     | هوليوود       | بتمويل من شركة بروكتر وجامبل}} |
| 1949          | 29 يونيو 1956  | 12:45 مساءً/11:45 صباحًا | 15                 | سي بي اس           | مدينة نيويورك | بتمويل من شركة بروكتر وجامبل}} |
| 2 يوليو 1956  | 6 سبتمبر 1968  | 12:45 مساءً/11:45 صباحًا | 15                 | تلفزيون سي بي اس   | مدينة نيويورك | بتمويل من شركة بروكتر وجامبل}} |
| 9 سبتمبر 1968 | 1 سبتمبر 1972  | 2:30 مساءً / 1:30 مساءً  | 30                 | تلفزيون سي بي اس   | مدينة نيويورك | - |
| 4 سبتمبر 1972 | 28 نوفمبر 1975 | 2:00 مساءً / 1:00 مساءً  | 30                 | تلفزيون سي بي اس   | مدينة نيويورك | - |
| 1 ديسمبر 1975 | 4 نوفمبر 1977  | 2:30 مساءً / 1:30 مساءً  | 30                 | تلفزيون سي بي اس   | مدينة نيويورك | - |
| 7 نوفمبر 1977 | 1 فبراير 1980  | 2:30 مساءً / 1:30 مساءً  | 60                 | تلفزيون سي بي اس   | مدينة نيويورك | - |
| 4 فبراير 1980 | 18 سبتمبر 2009 | 3:00 مساءً / 2:00 مساءً  | 60                 | تلفزيون سي بي اس   | مدينة نيويورك | في وقت مبكر من عام 1993، بدأت بعض الشركات التابعة في بث العرض في الساعة 9:00 صباحًا، 10:00 صباحًا، أو ظهرًا بالتوقيت المحلي لصالح البرامج المحلية التي يتم بثها في الساعة 3:00 مساءً على بعض الشركات التابعة لشبكة سي بي إس. |

## انا واخي وصديقتي وراعي الورشه
انا واخي و صديقي وراعي الورشه

## تاريخ البث
على عكس المسلسلات الإذاعية الأكثر شعبية التي تنتقل إلى التلفزيون، لم يجد ذا غايدينغ لايت صعوبة في التمسك بجمهوره المستمع القديم وفي نفس الوقت كسب قاعدة معجبين تلفزيونية جديدة. في ذلك الوقت، ظهر ذا غايدينغ لايت لأول مرة على التلفزيون، لم تبث آي بي سي ولا إن بي سي برامج على شبكتيهما في الساعة 2:30 مساء شرق / 1: 30 وسط، حيث وضعت شبكة سي بي إس غايدينغ لايت لأول مرة. ومع ذلك، بعد ستة أشهر من السباق، نقلت الشبكة المسلسل إلى فترة زمنية أعطته شعبية كبيرة بين جمهور ربات المنزل: 12:45 مساءً / 11:45 صباحا احتفظت بالجدول الزمني الجديد لمدة 19 عامًا وثمانية أشهر قادمة، وشاركت نصف ساعة مع شقيقتها بروكتر وجامبل، سيرش فور تومورو.
تعامل ذا غايدينغ لايت مع المنافسة بمرح، حتى ضد العروض الأسطورية الأخرى مثل كوين فور داي أون آي بي سي (لفترة وجيزة في 1960) وإن بي سي تروث كونسيكونسس. عادة، يحتل ذا غايدينغ لايت المرتبة الثانية في تصنيفات نيلسن خلف مسلسل آخر، أز ذا وورلد تيرنز (بالإنجليزية: As the World Turns)‏. ومع ذلك، شهد عام 1968 اتجاهات مشاهدة متغيرة دفعت شبكة سي بي إس إلى توسيع آخر دراميتين خلال النهار مدتهما 15 دقيقة، مما أدى إلى تعطيل عادات المشاهدة طويلة الأمد. استحوذ البحث عن الغد على فترة 12:30 - 1 / 11:30 - ظهرًا بأكملها، مع عودة ذا غايدينغ لايت إلى وقته الأول، 2: 30/1: 30، وإن كان ذلك بتنسيق نصف ساعة القياسي الآن، 9 سبتمبر. تسببت فاتورة التوسعات المزدوجة هذه أيضًا في تفكك ذا سيكرت ستورم (بالإنجليزية: The Secret Storm)‏ وحفلة آرت لينكليترز هاوس المحبوبة ، بالإضافة إلى إلغاء النهار لقول الحقيقة. كما وضعت المسلسل في منافسة مباشرة مع الأطباء على قناة إن بي سي، والتي كانت قد بدأت في الوصول إلى ذروتها في شعبيتها. وهكذا، شهدت أوائل السبعينيات تراجعًا إلى حد ما في شعبية غايدينغ لايت.
بعد أربع سنوات من البث في 2:30/1:30، وافقت شبكة سي بي إس على طلب قدمه منتج غايدينغ لايت بروكتر وجامبل ونقل سلسلة شقيقاتها، ذا إدج أوف نايت (بالإنجليزية: The Edge of Night)‏، إلى الساعة السابقة من منزلها السابق في الساعة 3: 30/2: 30. بالرجوع إلى الوراء لمدة نصف ساعة، ظل ذا غايدينغ لايت في مساره بثبات ضد أيام حياتنا على إن بي سي وذا نيوليد جايم على قناة آي بي سي. في أواخر عام 1974، حل محل آي بي سي مع الهرم، الذي حصد تقييم قوي، ولكن ليس إلى حد كبير على حساب وغايدينغ لايت في عام 1975، أسقط العرض رسميًا كلمة «ذا» من عنوانه، على الرغم من أنه لا يزال يشار إليه باسم ذا غايدينغ لايت على الهواء لعدة سنوات بعد ذلك. مع تقدم العام، كانت شبكة سي بي إس تتطلع إلى توسيع إحدى المسلسلات التليفزيونية النهارية. كانت جميع مسلسلاتها الآن مدتها ثلاثون دقيقة، وكانت منذ أن قامت شركة غايدينغ لايت وسيرش فور تومورو بالتحرك في عام 1968. وجدت إن بي سي نجاحًا في التصنيف مع توسيع عالم آخر، إنتاج آخر لشركة بروكتر وجامبل، في وقت سابق في عام 1975، واعتقدت سي بي إس أنها أيضًا يمكن أن تحقق النجاح. تم اتخاذ القرار لتوسيع أز ذا وورلد تيرنز (بالإنجليزية: As the World Turns)‏، والذي تم بثه قبل غايدينغ لايت في 1: 30/12: 30. وهكذا، في ديسمبر، عاد غايدينغ لايت إلى 2:30 / 1: 30 بدلاً من ذا إيدج أوف نايت، والذي قام بتبديل الشبكات وبدأ البث على آي بي سي. حققت آي بي سي نجاحًا قصير الأمد في العام التالي مع إصدار محدث من برنامج الألعاب بريك ذا بانك. ولزيادة تعقيد الصورة، اختارت آي بي سي إجراء أول توسعات لعرضها، في حياة واحدة للعيش (بالإنجليزية: One Life to Live)‏ والمستشفى العام، في يوليو 1976 ؛ احتلت كل من هذه العروض نصف كتلة مدتها 90 دقيقة حتى 4 نوفمبر 1977.
مع وضع ذلك في الاعتبار، تصرفت آي بي سي وسي بي إس لإعطاء فرصة منافسة لكل من المستشفى العام وغايدينغ لايت من خلال توسيعهما إلى ساعة واحدة. بدأت شبكة سي بي إس أولاً بتوسيع نطاق غايدينغ لايت إلى ساعة واحدة في 7 نوفمبر 1977. اكتسب هذا أهمية خاصة عندما وسعت آي بي سي أخيرًا كلاً من حياة واحدة للعيش والمستشفى العام إلى ساعة واحدة في 16 يناير 1978، بحيث قام غايدينغ لايت بتداخل هذين البرنامجين، بالإضافة إلى النصف الأول من عرض بي وجي الشقيق عالم آخر على إن بي سي. على الرغم من أن المستشفى العام فاجأ جميع المراقبين بالارتفاع الصاروخي من شبه الإلغاء إلى المركز الأول في التصنيفات مع مختلف الوقائع المنظورة، إلا أن غايدينغ لايت احتفظت بنفسها بينما كانت في منافسة مباشرة مع المستشفى العام، ولا تزال تشهد انتعاشًا مع انتهاء العقد.
في 4 فبراير 1980، صدمت شبكة سي بي إس غايدينغ لايت مرة أخرى، حتى الساعة 3 مساءً / 2 ج، وشقيقتها سلسلة ذا وولرد يتحول إلى 2 مساءً / 1 ج، في خضم خلط جدول كبير يهدف إلى إعطاء ذا ينغ أند ذا رستلس (بالإنجليزية: The Young and the Restless)‏ (نفسها) تتوسع الآن إلى ساعة) طلقة في التغلب على كل أطفالي على قناة آي بي سي. فعلت إن بي سي الشيء نفسه مع المسلسلات التليفزيونية الخاصة بها وكذلك مع جميع الشبكات الثلاث التي تتقدم الآن في كل فتحة زمنية. بقيت في هذه الفترة الزمنية لبقية مسيرتها في بعض الأسواق، في مواجهة مداخل المستشفى العام وإن بي سي مثل تكساس (جزء من عالم آخر)، وسانتا باربرا (بالإنجليزية: Santa Barbara)‏. لم يكن لأي من هذه العروض - ولا حتى المستشفى العام - أي تأثير كبير على تصنيفات غايدينغ لايت في الساعة 3:00 مساء خلال هذه الفترة.
وبشكل عام، شهد النصف الأول من 1980 إحياء شعبية التوجيهية ضوء مع وضع أعلى خمسة المحرز في معظم السنوات وحتى وجيزة الخلع من ذلك الوقت قوة المستشفى العام من # 1 تقييمات للبقعة لمدة ثلاثة أسابيع متتالية. ومع ذلك، مع تقدم العقد، تراجعت التصنيفات قليلاً، على الرغم من أنها كانت لا تزال تعمل بقوة. في عام 1995، بدءًا من محطة سي بي إس الرائدة سي بي إس تي في في نيويورك، بدأ بث غايدينغ لايت في الساعة 10 صباحا التوقيت الشرقي في عدة أسواق. بدأ أداؤها القوي في الانهيار بحلول منتصف التسعينيات، عندما انخفضت تصنيفاتها إلى المركز التاسع من أصل عشرة. ومع ذلك، خلال قصة الاستنساخ المثيرة للجدل في عام 1998، شهدت التصنيفات انتعاشًا قصيرًا، حيث انتقلت إلى المركز الخامس لعدة أسابيع في ذلك الصيف. ذكرت شركة نيلسن أن غايدينغ لايت كان لديها 5 ملايين مشاهد في عام 1999.
حتى النهاية النهائية لشبكة سي بي إس في عام 2009، كانت المحطات في عدد من الأسواق تبث غايدينغ لايت في الصباح إما في الساعة 9 أو 10 صباحًا بالتوقيت المحلي: ميامي، شيكاغو، بالتيمور، بوسطن، ديترويت، مدينة نيويورك، لوس أنجلوس، سان فرانسيسكو، فيلادلفيا، بيتسبرغ، دالاس فورت وورث، أورلاندو، أتلانتا، كولومبيا، ساوث واين، ساوث بيند، إنديانا، بورتلاند، أو آر، كواد سيتيز، بوفالو، رينو، بورتلاند، إم إي، ميلووكي، ألباني، نيويورك، وسكرانتون ويلكس بار، بنسلفانيا. تم بث غايدينغ لايت في الساعة 12 ظهرًا بالتوقيت المحلي في هونولولو، هاواي. في سافانا، جورجيا، تم بثه في الساعة 4:00 مساءا بالتوقيت المحلي. قبل عام 2004، كانت المحطات التي تبث برنامج غايدينغ لايت في الصباح دائمًا حلقة واحدة خلف تلك التي بثت البرنامج في موعده الرسمي الساعة 3:00 مساءً (بالتوقيت الشرقي). تغير هذا في مارس 2004، خلال اليوم الأول من بطولة كرة السلة، حيث تبث المحطات العرض في الساعة 10:00 كنت قادرًا على اللحاق بالمحطات التي بثتها على التلفزيون الساعة 3:00 مساء. ابتداءً من عام 2006، المحطات التي بثت التلفاز غايدينغ لايت في الساعة 9:00 كما تم تقديم تغذية في نفس اليوم لمواكبة بقية الشبكة. نتيجة لذلك، كانت الحلقات اليومية للسنوات المتبقية من GL هي نفسها في جميع المحطات بغض النظر عن الفترة الزمنية.
حافظت شركة غايدينغ لايت على تصنيفات قوية في بيتسبرغ، على الرغم من نقلها إلى الساعة 10:00 صباحا في عام 2006. وفقًا لمقال نُشر عام 2006 في جريدة بيتسبورغ بوست-جازيت، لم يكن الدكتور فيل قادرًا على جمع نفس الأرقام التي قام بها غايدينغ لايت في تلك الفترة الزمنية قبل عام، بينما كان غايدينغ لايت يحافظ على حصته من الجمهور.
كانت إحدى الشركات التابعة لشبكة سي بي إس التي لم تبث البرنامج هي كوفر-تي في في ساكرامنتو، كاليفورنيا، والتي أصبحت شركة تابعة لشبكة سي بي إس في عام 1995. قبل أن تنضم سي بي إس إلى كوفر، كانت تابعة في سكرامنتو مع كاي إكس تي في، والتي أسقطت غايدينغ لايت من جدولها في عام 1992 ولم تبثها مرة أخرى. على هذا النحو، تم استباق العرض في منطقة سكرامنتو من عام 1992 حتى إلغاء العرض. قامت وينيم-تي في في فلينت / ساجينو / باي سيتي بولاية ميشيغان، والتي أصبحت أيضًا شركة تابعة لشبكة سي بي إس في ذلك العام، بتشغيل المسلسل في البداية قبل إسقاطه في عام 1996 بسبب التقييمات المخيبة للآمال. في خريف عام 2006، بدأت ونيم في تشغيل غايدينغ لايت على قناتها الرقمية ماي 5 في الساعة 10 صباحًا، يتم بثه هناك لما تبقى من رحلته. في 18 سبتمبر 2009، بثت غايدينغ لايت كل حلقاتها الجديدة والأخيرة في الساعة 3:00 مساءً بالتوقيت الشرقي / 2:00 مساءً CT على شبكة سي بي إس في نفس الوقت الذي بثت فيه آخر مسلسلات تلفزيونية على قناة آي بي سي المستشفى العام حلقة جديدة بالكامل. عاد عرض لعبة ليتس مايك أ ديل إلى سي بي إس واستحوذ على غايدينغ لايت في 5 أكتوبر 2009.

## تاريخ البث في كندا
في كندا، كان غايدينغ لايت متاحًا للمشاهدين مباشرةً من خلال الشركات التابعة لشبكة سي بي إس-تي في من المدن الحدودية أو قنوات قنوات الكابل التلفزيونية حتى نهاية العرض في عام 2009. بالإضافة إلى ذلك، تم بث غايدينغ لايت أيضًا على العديد من شبكات التلفزيون الكندية خلال الثمانينيات حتى تاريخ البث الأخير. شبكة الأقمار الصناعية الأطلسية (ASN) - خدمة تكميلية لنظام آي تي في من الشركات التابعة لـ سي تي في حصريًا لـ أتلنتيك كندا - بثت المسلسل في وقت واحد مع تغذية سي بي إس من 1983 إلى 1984 ؛ بعد ذلك، تم نقل البث إلى الساعة 12 ظهرًا حتى عام 1985. كما تم بث العرض باللغة الفرنسية في كيبيك. شبكة التلفزيون الكندية، وهي شبكة تلفزيونية فرنسية مملوكة للقطاع الخاص في كيبيك، أعادت بث الحلقات بالترجمة الفرنسية، بعد اثني عشر شهرًا، لفترة قصيرة في عام 1984.
في أواخر الثمانينيات وأوائل التسعينيات، بثت هيئة الإذاعة الكندية (CBC) لفترة وجيزة سلسلة P&G على الصعيد الوطني في الساعة 3:00 مساءً في كل منطقة زمنية كندية محلية محددة. كان البث التلفزيوني لسي بي سي لغايدينغ لايت في جدول زمني أيضًا خلال الجزء الأخير من الستينيات خلال تنسيق المسلسل لمدة 15 دقيقة. في كلتا المناسبتين، تم بث الدراما النهارية لبضعة مواسم فقط. بعد توقف من محطات التلفزيون الكندية لسنوات عديدة، عادت السلسلة على تي في، حصريًا لسوق أونتاريو. في سبتمبر 2007، التقطت جلوبال العرض على الصعيد الوطني بعد أن أسقطته قناة CHCH-TV، مدعية أنها كانت الفترة الزمنية السابقة لـ Passions. عاد غايدينغ لايت إلى سي آيتش سي آيتش لبقية مسيرته عندما قررت جلوبال بث المسلسل التلفزيوني لعام 2008 الأطباء (بالإنجليزية: The Doctors)‏.

## الطاقم

### المنتجون التنفيذيون
| الاسم (الأسماء)                   | الفترة    |
| --------------------------------- | --------- |
| ديفيد ليسان وجو اينلي وكارل واستر | 1937–1952 |
| ديفيد ليسان وجو اينلي             | 1952–1956 |
| لوسي فيري ريتنبرغ                 | 1952–1976 |
| ألين إم بوتر                      | 1976-1983 |
| جيل كوبي                          | 1983-1987 |
| جو ويلمور                         | 1987-1989 |
| روبرت كالهون                      | 1989-1991 |
| جيل فارين فيلبس                   | 1991-1995 |
| مايكل لايبسون                     | 1995-1996 |
| بول راوخ                          | 1996-2002 |
| جون كونبوي                        | 2002-2004 |
| إلين ويلر                         | 2004-2009 |

### كبار الكتاب
| الاسم (الأسماء)                                                                             | مدة       |
| ------------------------------------------------------------------------------------------- | --------- |
| ايرنا فيليبس                                                                                | 1937–1958 |
| أغنيس نيكسون                                                                                | 1958-1966 |
| ديفيد ليسان وجوليان فونت                                                                    | 1966      |
| ثيودور وماتيلد فيرو، وجون بوروف، وجيمس ليبتون، وغابرييل أبتون، وجين وإيرا أفيري             | 1966-1968 |
| ايرنا فيليبس                                                                                | 1968      |
| روبرت سودربيرج وإديث سومر                                                                   | 1969-1973 |
| جيمس جنتيل وروبرت سينديلا وجيمس ليبتون                                                      | 1973-1975 |
| بريدجيت وجيروم دوبسون                                                                       | 1975-1980 |
| دوغلاس مارلاند                                                                              | 1980-1982 |
| بات فالكن سميث                                                                              | 1982      |
| فيرجينيا براون وجين بالومبو                                                                 | 1982-1983 |
| كارولين كوليتون                                                                             | 1983      |
| ريتشارد كوليتون وباميلا ك. لونج                                                             | 1983-1984 |
| باميلا ك. لونج وجيف رايدر                                                                   | 1984-1986 |
| جيف رايدر                                                                                   | 1986      |
| ماري ريان مونيستي وإلين باريت                                                               | 1986      |
| جوزيف دي مانيتا                                                                             | 1986      |
| جوزيف د. مانيتا وشيري أندرسون                                                               | 1986-1987 |
| باميلا ك. لونج                                                                              | 1987-1990 |
| باميلا ك. لونج وجيمس إي رايلي                                                               | 1990      |
| نانسي كورلي وستيفن ديموريست وجيمس إي رايلي                                                  | 1990-1991 |
| لورين برودريك ونانسي كورلي وستيفن ديموريست وجيمس إي رايلي                                   | 1991-1992 |
| لورين برودريك ونانسي كورلي وستيفن ديموريست                                                  | 1992-1993 |
| نانسي كورلي وستيفن ديموريست                                                                 | 1993      |
| باتريك مولكاهي، ونانسي ويليامز وات، وستيفن ديموريست، وميلي تاغارت، وشيري أندرسون وبيغي سلون | 1994      |
| ستيفن ديموريست                                                                              | 1994      |
| دوغلاس أندرسون                                                                              | 1994-1995 |
| ميغان مكتافيش                                                                               | 1995-1996 |
| فيكتور ميللر ومايكل كونفورتي ونانسي ويليامز وات                                             | 1996-1997 |
| جيمس هارمون براون وباربرا إيسنستن                                                           | 1997-1998 |
| جيمس هارمون براون وباربرا إيسنستن ومايكل كونفورتي                                           | 1998-1999 |
| جيمس هارمون براون وباربرا إيسنستن                                                           | 1999-2000 |
| كلير لابين                                                                                  | 2000-2001 |
| لويد جولد                                                                                   | 2001      |
| لويد جولد وكريستوفر دن (كاتب مشارك)                                                         | 2001-2002 |
| مايلي تاجيرت ولويد جولد                                                                     | 2002      |
| إلين ويستون وكارولين كوليتون (كاتب مشارك)                                                   | 2003      |
| إلين ويستون ودونا إم سواجيسكي (كاتب مشارك)                                                  | 2003-2004 |
| ديفيد كريزمان ودونا إم سواجيسكي (كاتب مشارك)                                                | 2004-2008 |
| كريستوفر دن، لويد جولد، جيل لوري هيرست وديفيد كريزمان                                       | 2008-2009 |

## وسائل الإعلام الرئيسية
في 19 يناير 2012، أصدرت سواب كلاسيك مجموعة من أربعة أقراص دي في دي من 20 حلقة مختارة. أقدم حلقة في المجموعة تعود إلى 1 أبريل 1980، بينما الحلقة الأخيرة من 14 سبتمبر 2009، خلال أسبوع البث الأخير للبرنامج. أصدرت الشركة منذ ذلك الحين مجموعات خاصة للاحتفال بريفا شاين وفيليب سبلودينغ. في 23 مايو 2012، أصدرت سواب كلاسيك الحلقات العشر الأخيرة غايدينغ لايت على مجموعة أقراص دي في دي ثنائية القرص. بدءًا أيضًا في يونيو 2012، تم إصدار المسلسل على دي في دي في ألمانيا بدءًا من الحلقات من 1979.

## روابط خارجية
- غايدنغ لايت على موقع IMDb (الإنجليزية)
- غايدنغ لايت على موقع ميتاكريتيك (الإنجليزية)
- غايدنغ لايت على موقع روتن توميتوز (الإنجليزية)
- غايدنغ لايت على موقع كينوبويسك (الروسية)
- غايدنغ لايت على موقع ألو سيني (الفرنسية)
- غايدنغ لايت على موقع قاعدة بيانات الفيلم (الإنجليزية)